# Isabelle d'Orléans (1932)
Pour les articles homonymes, voir Isabelle d'Orléans.
Isabelle d’Orléans — de son nom de naissance, Isabelle Marie Laure Victoire d’Orléans —, par son mariage, comtesse de Schönborn-Buchheim, est née le 8 avril 1932 au manoir d’Anjou, à Woluwe-Saint-Pierre, en Belgique. Elle est membre de la maison capétienne d'Orléans.

## Biographie

### Contexte familial
Isabelle est l'aînée des onze enfants d'Henri d'Orléans (1908-1999), comte de Paris et prétendant orléaniste au trône de France, et de son épouse, Isabelle, princesse d'Orléans-Bragance (1911-2003). Elle naît  le 8 avril 1932 au manoir d’Anjou, à Woluwe-Saint-Pierre, en Belgique, où ses parents sont exilés,. Le 16 mai 1932, à la résidence de ses parents, elle est baptisée par Raoul Harscouët, évêque de Chartres. Son parrain est son grand-père paternel Jean d'Orléans, duc de Guise, et sa marraine est sa grand-mère maternelle la comtesse Élisabeth Dobrzensky de Dobrzenicz.

### Études et formation
La princesse Isabelle quitte avec les siens la Belgique en 1940. Elle est d'abord scolarisée chez les sœurs de Saint-Omer à Rabat, puis à l'école du Sacré-Cœur de Pampelune avant de devenir demi-pensionnaire au lycée français de Lisbonne. À la rentrée de 1949, elle est étudiante à l’institut privé Sainte-Marie de Neuilly, elle réussit le premier bac à la fin de l’année scolaire, mais rate le second l’année suivante et décide de se préparer en vue d'obtenir un diplôme d'aidante maternelle, tout en se consacrant à des œuvres sociales. Durant une année, elle séjourne à Cambridge afin d'y parfaire sa connaissance de la langue anglaise, avant de revenir en France où elle devient infirmière de la Croix-Rouge. Elle effectue plusieurs stages dans les hôpitaux parisiens,. 
Une partie de la presse de l'époque fiance la princesse Isabelle avec Baudouin, futur roi des Belges, ce que dément le comte de Paris dès juin 1950. Le roi des Belges se marie dix ans plus tard, en 1960, avec Fabiola de Mora y Aragón.
En 1958, Isabelle d'Orléans quitte la France pour s’installer à Vienne afin d'obtenir un diplôme d’assistante sociale. Elle loge durant deux ans chez le comte et la comtesse Georg de Schönborn-Buchheim, maison médiatisée autrichienne qu’elle a connus quatre ans auparavant lors d’un bal chez les princes de Schwarzenberg. Après ce séjour autrichien, elle s'envole vers les États-Unis pour y travailler dans un hôpital psychiatrique de Brooklyn, mais elle tombe malade et doit revenir en France.

### Mariage et descendance
En 1963, la princesse Isabelle passe plusieurs mois au château de Schönborn, afin de participer à la restauration du Musée Albertina de Vienne. Au cours de ce nouveau séjour autrichien, elle tombe sous le charme du second fils de ses hôtes, le comte Friedrich-Karl de Schönborn Buchheim, ingénieur agronome, de six ans son cadet et qu’elle connait depuis neuf ans. Ils se fiancent le 10 juin 1964.
Le 9 septembre 1964, Isabelle d'Orléans épouse, civilement à Louveciennes, puis religieusement le lendemain à la chapelle royale de Dreux, Friedrich-Karl de Schönborn-Buchheim (né le 30 mars 1938, au château de Heusenstamm, en Autriche), troisième des cinq enfants de Georg, comte de Schönborn-Buchheim (1906-1989) et de sa première épouse, la comtesse Elisabeth Orssich de Slavetich (1902-1967). Friedrich-Karl devient comte héritier après la mort accidentelle, lors d'une avalanche à Kitzbühel de son frère aîné, le comte Georg (1932-1973), puis chef de maison à la mort de son père le 27 janvier 1989,.
De cette union naissent cinq enfants :
- le comte héritier Damian, né le 17 juillet 1965 à Vienne, épouse en 2002 une Irlandaise, Deirdre-Mary Ascough (1969), fille de Matthew Ascough et de Carmen Cusack, d'où :
  - Isabelle von Schönborn-Buchheim (née en 2003)
- le comte Vincenz, né le 28 octobre 1966 à Schönborn, épouse en 2002 Katharina Graf (1975), fille de Wolfgang Graf et de Marie Antoinette, comtesse von Trauttmansdorff, d'où trois enfants : 
  - Philipp von Schönborn-Buchheim (né en 2003)
  - Clemens von Schönborn-Buchheim (né en 2005)
  - Alexander von Schönborn-Buchheim (né en 2010)
- la comtesse Lorraine, née le 3 janvier 1968 à Johannesburg, épouse en 1997 le comte Wilhelm von Spee (1963), un descendant, par sa mère, de la duchesse de Berry, fils du comte Maximilian von Spee et de Maria Theresia von Enzenberg zum Freyen und Jöchelsthurn, d'où cinq enfants : 
  - August von Spee (né en 1998)
  - Paul von Spee (né en 1999)
  - Eloise von Spee (née en 2001)
  - Ludmilla von Spee (née en 2003)
  - Kosmas von Spee (né en 2005)
- la comtesse Claire, née le 7 octobre 1969 à Neuilly-sur-Seine, épouse en 2013 Wolfgang Liechtenfeld (1955), d'où :
  - Alexander Liechtenfeld (né en 2011)
- le comte Melchior, né le 22 septembre 1977 à Vienne, épouse en 2014 Bernadette, baronne de Mentzingen (1978), d'où :
  - Theodor von Schönborn-Buchheim (né en 2015)
  - Leopold von Schönborn-Buchheim (né en 2017)

### Une princesse discrète
Peu présente dans les médias et aux événements liés au Gotha, Isabelle d'Orléans cultive la discrétion. Depuis 1973, elle réside avec son mari au château de Weyerburg à Eggendorf im Thale, près de Hollabrunn en Basse-Autriche où, en 2022, elle fête ses 90 ans.

## Titulature et décorations

### Titulature
Les titres portés actuellement par les membres de la maison d’Orléans n’ont pas d’existence juridique en France et sont considérés comme des titres de courtoisie. Ils sont attribués par le chef de maison.
- 8 avril 1932 - 10 septembre 1964 : Son Altesse Royale la princesse Isabelle d'Orléans (naissance) ;
- 10 septembre 1964 - 3 février 1973 : comtesse Friedrich-Karl von Schönborn-Buchheim (mariage) ;
- 3 février 1973 - 27 janvier 1989 : comtesse héritière von Schönborn-Buchheim ;
- Depuis le 27 janvier 1989 : Son Altesse Illustrissime la comtesse von Schönborn-Buchheim.

### Décorations dynastiques
- Dame d'honneur et dévotion de l'ordre souverain de Malte[9],[10]
- Dame de l’ordre de la Croix étoilée[9],[10]